# Thecla eretria
Thecla eretria is een vlinder uit de familie van de Lycaenidae. De wetenschappelijke naam van de soort is voor het eerst geldig gepubliceerd in 1867 door Hewitson.